# 簗田詮泰
簗田 詮泰（やなだ あきやす、生没年不詳）は、戦国時代の人物、武将。

## 人物
主君の斯波詮直が遊楽に耽っていたため不安を抱き、南部氏に内通し、岩清水義教と共に反乱を起こした。その後、恩賞として南部氏に1,000石を与えられた。
| スタブアイコン | サブスタブ | この項目は、まだ閲覧者の調べものの参照としては役立たない、人物に関連した書きかけの項目です。この項目を加筆・訂正などしてくださる協力者を求めています（P:人物伝/PJ:人物伝）。 |